# إيرل ديزموند
إيرل ديزموند هو فلاح وسياسي كندي، ولد في 9 مارس 1894 في كندا، وتوفي في 14 يوليو 1968 في تشاتام كينت في كندا. حزبياً، نشط في الحزب الكندي التقدمي المحافظ. وقد انتخب عضو مجلس العموم الكندي.